# Abruzzo
Abruzzo (italienskt uttal: [aˈbruttso]; neapolitanska: Abbrùze, Abbrìzze, Abbrèzze; ibland kallat: Abruzzi, som är pluralformen; även försvenskat till Abruzzerna som även kan syfta på Appennino abruzzese) är en region i centrala Italien. Regionen hade cirka 1,27 miljoner invånare (2022), på en yta av 10 831 km². Abruzzo gränsar till Marche i nord, Lazio i väst och sydväst, Molise i sydost och det Adriatiska havet i öster. Abruzzo hör kulturellt, språkligt och historiskt till södra Italien, men ligger geografiskt i den centrala delen. Italiens nationella statistiska institut (ISTAT) anser att Abruzzo ska tillhöra södra Italien då regionen tillhörde Bägge Sicilierna under 1800-talet. Tidigare var Abruzzo och Molise en region (Abruzzi e Molise).
Abruzzos huvudstad är L'Aquila och regionen är indelad i fyra provinser; L'Aquila, Teramo, Chieti och Pescara, med staden Pescara som har flest invånare och är Abruzzos ekonomiska centrum. Även floden Pescara flyter genom regionen.
Regionen har ingen ovanligt stor turism trots att Abruzzo erbjuder en vacker natur. Speciellt i området kring L'Aquila finns det många slott och medeltida städer.
Några mindre städer i Abruzzo är Avezzano, Gissi och Sulmona. Abruzzos västra del är bergig och där finns bergskedjan Gran Sasso (som är en del av Apenninerna). I bergskedjan finns det flera skidorter. I den bergiga delen ligger även glaciären Calderone som är Europas sydligaste.

## Historia
Namnet Abruzzo härstammar antagligen från den latinska formen Aprutium, även om regionen under romartiden gick under namnet Picenum, Sabina et Samnium, Flaminia et Picenum och/eller Campania et Samnium. Regionen kallades Aprutium under medeltiden, vilket kan ha fyra olika anledningar. Vissa tror att det är en förvanskning av, eller av namnet på folkgruppen Praetutii. En annan möjlig etymologisk källa är latinets "aper" (vildsvin), så att Aprutium var "vildsvinens land" eller från "abruptum" (barsk, brant). En modernare etymologi är den från det latinska uttrycket "a Bruttiis" (från Bruttii) vilket betecknar landet som började med folket bruttier, som flyttade söderut och ockuperade Kalabrien. Sedan 1200-talet i Kungariket Neapel var regionen uppdelad i Abruzzo Citra och Abruzzo Ultra som 1806 delades i Abruzzo Ultra I och Abruzzo Ultra II. Fram tills år 1963 var Abruzzo och Molise en gemensam region (Abruzzi e Molise).

## Geografi
Regionen Abruzzo täcker cirka 10 831 km² och sträcker sig från Apenninerna till Adriatiska havet. Två tredjedelar av regionen består av berg, vilket gör regionen är en av de mest glesbefolkade trakterna i Italien. Den högsta toppen heter Gran Sasso och ligger på 2 914 meter över havet. Regionen har drabbats av flera jordbävningar, senast vid jordbävningen i L'Aquila 2009.

### Provinser
Abruzzos fyra provinser är:
| Provins  | Yta (km²) | Folkmängd (2022) |
| -------- | --------- | ---------------- |
| Chieti   | 2 599,53  | 372 473          |
| L'Aquila | 5 047,34  | 288 439          |
| Pescara  | 1 230,29  | 313 346          |
| Teramo   | 1 954,34  | 299 402          |